# Todo esto te daré
Todo esto te daré es una novela negra escrita por Dolores Redondo, publicada por Editorial Planeta y ganadora de la 65.º edición del Premio Planeta, concurso al que se presentó con el título de Sol de Tebas y bajo el seudónimo de Jim Hawkins.

## Sinopsis
Manuel Ortigosa, un afamado escritor, se encuentra rematando su última novela en su domicilio de Madrid cuando recibe la noticia de que su marido acaba de fallecer en un accidente de tráfico en la Ribeira Sacra, en Galicia. Tras su viaje para identificar el cadáver, empieza la búsqueda de la verdad en un entorno y una familia en la que nada es lo que parece.

## Premios
- Premio Planeta 2016